# Microrregión de Valença do Piauí
La microrregión de Valença do Piauí es una de las microrregiones del estado brasileño del Piauí perteneciente a la mesorregión Centro-Norte Piauiense. Su población según el censo de 2010 es de 104. 024 hab y está dividida en catorce municipios.Su población está formada por una mayoría de negros y mulatos 58.2, con minorías de blancos de origen portugués y árabe 22.9, caboclos (mestizos de indio y blanco)18.7, asiáticos 0.2 e indígenas 0.0, en 2010 según el ibge vivían en la microrregión solo 28 indígenas.  Posee un área total de 13.423,862 km².

## Municipios
- Aroazes
- Barra d'Alcântara
- Elesbão Veloso
- Francinópolis
- Inhuma
- Lagoa do Sítio
- Novo Oriente do Piauí
- Pimenteiras
- Prata do Piauí
- Santa Cruz dos Milagres
- São Félix do Piauí
- São Miguel da Baixa Grande
- Valença do Piauí
- Várzea Grande